# Psychotria auriculata
Psychotria auriculata är en måreväxtart som beskrevs av Charles Wright och August Heinrich Rudolf Grisebach. Psychotria auriculata ingår i släktet Psychotria och familjen måreväxter. Inga underarter finns listade i Catalogue of Life.